# Sonic Dash
Sonic Dash è un videogioco a piattaforme e d'azione sviluppato da Hardlight e pubblicato da SEGA il 7 marzo 2013 per iOS, il 26 novembre dello stesso anno per Android, il 2 giugno 2014 per arcade dove è stato intitolato Sonic Dash Extreme ed il 3 dicembre della stessa annata per il servizio online Windows Store.
L'obiettivo di Sonic Dash è evitare ostacoli e nemici durante la raccolta degli anelli. Nella modalità missione, i giocatori devono completare gli obiettivi. I giocatori possono inoltre competere tra loro per posizioni più alte nelle classifiche. Gli anelli, che possono essere guadagnati tramite il gioco o acquistati nell'app, consentono l'accesso a potenziamenti e personaggi aggiuntivi.
Hardlight, uno studio di sviluppo britannico di proprietà di Sega, iniziò a sviluppare Sonic Dash dopo aver completato Sonic Jump. Sebbene il gioco abbia ricevuto recensioni contrastanti, ha raggiunto 400 milioni di download. Al 2023, Hardlight continua a supportare il gioco con aggiornamenti, eventi, personaggi aggiuntivi e funzionalità. Un seguito basato sul franchise Sonic Boom, intitolato Sonic Dash 2: Sonic Boom, è stato distribuito per i sistemi iOS e Android il 1º luglio 2015.

## Personaggi
Il gioco permette di sbloccare e utilizzare 78 personaggi, divisi in quattro tipi di rarità: comune, raro, epico e leggendario.

### Comuni
- Sonic the Hedgehog
- Miles "Tails" Prower
- Knuckles the Echidna
- Amy Rose
- Silver the Hedgehog
- Rouge the Bat
- Cream the Rabbit
- Espio the Chameleon
- Big the Cat
- Vector the Crocodile
- Charmy Bee
- Whisper the Wolf
- Tangle the Lemur
- E-123 Omega
- Surge the Tenrec
- Jet the Hawk
- Marine the Raccoon

### Rari
- Sinbad the Sailor
- Blaze the Cat
- Sonic classico
- Andronic
- Metal Sonic
- Rouge strega
- Big Babbo Natale
- Sonic classico elfo
- Sonic super battitore
- Amy all-star
- Knuckles cacciatore di tesori
- Rouge agente d'élite
- Amy spirito natalizio
- Sonic Pirata
- Blaze lunare
- Omega difensore
- Knuckles il Terribile
- Sir Percival
- Sir Galvano
- Rusty Rose
- Amy Popstar
- Thorn Rose
- Sonic sceriffo

### Epici
- Sir Lamorak
- Espio Ninja
- Shadow the Hedgehog
- Sonic Bosco-Labirinto
- Alpha Grim Sonic
- Shadow Vampiro
- Metal Sonic mietitore
- Knuckles mummia
- Silver Schiaccianoci
- Cream unicorno
- Amy panda
- Capitan Shadow
- Rouge Rockstar
- Amy paladina
- Sir Lancillotto
- Sir Galahad
- Tails il Valoroso
- Silver crono
- Darkspine
- Infinite
- Rouge San Valentino
- Blaze piromante
- Cream batterista
- Blaze bassista
- Detective Vector
- Amy la Dolce
- Amy Blossom
- Extreme Gear Sonic
- Shadow su Extreme Gear
- Shadow fuorilegge

### Leggendari
- Cream cavaliera unicorno
- Tails Nine
- Mephiles the Dark
- Super Sonic
- Super Sonic classico
- Super Shadow
- Super Silver
- Porcospino mannaro
- Sonic palla di neve
- Sonicalibur
- Lancillotto cacciadraghi
- Epic-Red
- Epic-Chuck
- Epic-Bomb
- My Melody
- Badtz-Maru
- Hello Kitty
- Cioccogatto
- Pac-Man
- Signora PAC-MAN
- Sonic del film
- Knuckles del film
- Tails del film
- Super Sonic del film
- Sonic bebè
- Longclaw
- LEGO Sonic
- LEGO Amy
- LEGO Tails
- Bongo
- Tails artiglio di drago
- Sonic fiamma di drago
- Amy cartomante
- Shadow idolo
- Metal Sonic Mach 3.0
- Neo Metal Sonic
- Knuckles della serie
- Chuck
- Red
- Sonic giullare
- Super Shadow del film
- Knuckles karateka
- Burning Blaze
- Valhalla Surge
- Mephiles oni
- Shadow guerriero
- Shadow del film
- Super Sonic su Extreme Gear

## Sviluppo e pubblicazione
Sonic Dash è stato sviluppato da Hardlight, uno studio di sviluppo appartenente a Sega Europa. Hardlight era stata fondata da Chris Southall, un ex dipendente di Codemasters che aveva contribuito a fondare Sega Racing Studio. Intorno al rilancio di Hardlight di Sonic Jump nell'ottobre 2012, lo studio stava lavorando ai giochi Sonic the Hedgehog e Crazy Taxi. Sebbene inizialmente abbia avuto difficoltà a decidere quale sviluppare, il presidente e direttore operativo (COO) di Sega Sammy Holdings Haruki Satomi ha visto una demo di Sonic Dash e gli è piaciuto così tanto che ha insistito che fosse sviluppato. Southall ha affermato che il concetto di Sonic Dash è iniziato guardando gli elementi dei giochi di Sonic e decidendo quali aspetti del gameplay avrebbero funzionato su un telefono cellulare. Ha definito un gioco in esecuzione sullo schermo una "cosa ovvia" e non diversamente da alcune sequenze della serie di giochi per console.
Sonic Dash era inizialmente previsto per il Natale 2012, ma venne poi posticipato a marzo 2013. In un'intervista del novembre 2012 con la rivista britannica Toys 'n' Playthings, il dipendente di Sega Europa Sissel Henno ha confermato che Sega avesse "diversi nuovi titoli digitali" nel 2013. Il 28 febbraio 2013, il titolo Sonic Dash è stato individuato in un elenco di un profilo LinkedIn. Il 1º marzo 2013, Sega ha annunciato il gioco, con un comunicato stampa ufficiale in uscita il 4 marzo. Il gioco è stato annunciato come un'esclusiva per i telefoni cellulari, con iOS come unica piattaforma esplicitamente menzionata,  affermando che sarebbe stato disponibile sull'App Store "presto". Sebbene il gioco sia stato inizialmente rilasciato come applicazione a pagamento, è stato reso free-to-play un mese dopo. Secondo Southall, la decisione di rendere l'app gratuita ha avuto luogo in una significativa discussione interna. Ha dichiarato: "Venendo da una lunga storia di console, il concetto di free-to-play per un'azienda come Sega è stato un argomento scottante di discussione". Una versione Android è stata rilasciata il 26 novembre 2013 e una versione Windows Phone e PC è avvenuta il 3 dicembre 2014. Una versione da cabinato arcade è stata rilasciata anche come Sonic Dash Extreme, dopo essere stata rivelata all'IAAPA Attractions Expo di Orlando, in Florida, novembre 2015.
Secondo le dichiarazioni di Southall in un'intervista del novembre 2017, Hardlight stava continuando a lavorare sugli aggiornamenti per Sonic Dash. In un'intervista a febbraio 2020, il nuovo manager di Hardlight studio Neall Jones ha espresso la sorpresa dello studio per la longevità del gioco, essendo stato scaricato più di 350 milioni di volte e avendo guadagnato più di 10,1 milioni di dollari. Ha inoltre parlato dell'implementazione di nuove funzionalità per mantenere il gioco interessante, così come delle aggiunte legate al film Sonic the Hedgehog.

## Sonic Dash 2: Sonic Boom
Sonic Dash 2: Sonic Boom è un videogioco a piattaforme endless runner basato sullo spin off Sonic Boom, nonché sequel di Sonic Dash. A differenza del predecessore, Sonic Dash 2 introduce la possibilità di spostarsi su delle zip-line tramite il raggio di energia comparso in Sonic Boom: L'ascesa di Lyric e sulle grind rail, le rotaie su cui i personaggi slittano.
Altre innovazioni sono la possibilità di raccogliere degli spiritelli che permettono di sbloccare abilità speciali per il personaggio utilizzato, mentre ai normali anelli sono stati aggiunti i Ring Stella Rossa. Questi servono per acquistare gli spiritelli e potenziare le caratteristiche del personaggio desiderato.

### Personaggi
- Sonic the Hedgehog
- Miles "Tails" Prower
- Knuckles the Echidna
- Amy Rose
- Sticks the Badger
- Dr. Eggman
- Orbot e Cubot
- Shadow the Hedgehog
- Zooey

## Sonic Forces: Speed Battle
Sonic Forces: Speed Battle è un videogioco di corsa a piattaforme basato su Sonic Forces, con l'intento di promuovere quest'ultimo. Inizialmente i personaggi e le ambientazioni erano le stesse del gioco che sponsorizza, ma grazie al successo ricevuto sono stati aggiunti altri personaggi e circuiti.
Il gameplay del gioco è lo stesso di Sonic Dash e del suo seguito, ma invece di essere un endless runner ha dei tracciati con inizio e fine sui quali è possibile competere con altri giocatori tramite la connessione a internet. A seconda dei risultati del giocatore si guadagnano trofei che permettono di accedere a nuovi tracciati. Ogni personaggio ha un'abilità che gli permette di accelerare, lanciare un "proiettile" per aggredire gli avversari e piazzare una "trappola" che rallenta chiunque la tocchi.

### Personaggi
Esattamente come in Sonic Dash, i personaggi sono divisi per rarità. Ognuno di essi ha inoltre tre statistiche divise in decimi, quali velocità, accelerazione e forza, oltre agli oggetti per sparare, accelerare e difendersi.

#### Comuni
- Amy
- Charmy
- Sonic classico
- Knuckles
- Omega
- Silver
- Sonic
- Tails

#### Rari
- Blaze
- Cream
- Espio
- Jet
- Rouge
- Storm
- Tangle
- Vector
- Wave
- Whisper

#### Rarissimi
- Big
- Chaos
- Eggman
- Gamma
- Metal Sonic
- Shadow
- Tikal
- Zavok
- Zazz
- Zeena

#### Speciali
- Super Shadow
- Super Sonic classico
- Super Silver
- Super Sonic
- Darkspine Sonic
- Sonicalibur
- Sir Galvano
- Amy paladina
- Sir Percival
- Tails il Valoroso
- Silver crono
- Sir Galahad
- Sir Lancelot
- Lancillotto cacciatore di draghi
- Blaze piromante
- Sonic Bosco-Labirinto
- Thorn Rose
- Knuckles il Terribile
- Tails Nine
- Amy Popstar
- Cream batterista
- Rouge Rockstar
- Shadow idolo
- DJ Vector
- Punk Zazz
- Knuckles cacciatore di tesori
- Rouge agente d'élite
- Detective Vector
- Amy la Dolce
- Amy panda
- Cream unicorno
- Sonic giullare
- Amy cartomante
- Silver lanterna
- Whisper fortunata
- Blaze lunare
- Sonic fiamma di drago
- Tails artiglio di drago
- Rouge San Valentino
- Cream primaverile
- Amy all-star
- Sonic super battitore
- Knuckles karateka
- Storm tropicale
- Wave marea
- Jet pattinatore sul ghiaccio
- Omega difensore
- Zavok Quarterback
- Sonic su Extreme Gear
- Metal Sonic mietitore
- Rouge Strega
- Shadow Vampiro
- Werehog
- Knuckles mummia
- Sonic classico elfo
- Amy spirito natalizio
- Sonic palla di neve
- Silver schiaccianoci
- Big Babbo Natale
- Sonic bebè
- Sonic del film
- Longclaw
- Tails del film
- Knuckles del film
- Super Sonic del film
- Shadow del film
- Super Shadow del film
- LEGO Sonic
- LEGO Amy
- LEGO Tails
- Chuck

#### Sfidanti
- Red
- Burning Blaze
- Infinite
- Infinite stregone
- Mephiles
- Mephiles oni
- Knuckles del film
- Knuckles della serie
- Metal Sonic Mach 3.0
- Surge
- Valhalla Surge
- Rusty Rose
- Sonic del Tetro
- LEGO Dr. Eggman
- Shadow del film
- Shadow guerriero

### Tracciati
- Green Hill
  - Pyramid Valley
  - Corkscrew Canyon
  - Parched Palms
- Sky Sanctuary
  - Temple Gate
  - Celestial Skyway
  - Pinnacle Peaks
  - Ancient Isles
  - Spiral Heights
- City
  - Sunset Bridge
  - Splash Highway
  - Viaduct Valley
  - Red Gate Bay
- Mystic Jungle
  - Lambent Grove
  - Electric Arbor
  - Dash Vegas
  - Glowing Grotto
- Golden Bay
  - Street Retreat
  - Suburban Speedway
  - High Hill Park
- Planet Wisp
  - Mining Mayhem
  - Mining Mayhem R
- Emerald City
  - Downtown Dash
  - Emerald Market Blitz
  - Big City Sprint
- Metro City
  - Main Street
  - Scramble Avenue
  - Central Park

## Sonic Prime Dash
Sonic Prime Dash è un videogioco di corsa a piattaforme basato sulla serie animata Sonic Prime, con l'intento di promuovere quest'ultimo. Inizialmente i personaggi e le ambientazioni erano le stesse della serie TV d'animazione che sponsorizza, ma grazie al successo ricevuto sono stati aggiunti altri personaggi e circuiti.

### Personaggi
I personaggi giocabili disponibili dall'inizio sono gli stessi della serie TV apparsi nel Sonic Dash originale, eccezione fatta per Sonic Bosco-Labirinto, Rusty Rose e Tails Nine. Si possono sbloccare spendendo i Ring Stella Rossa o raccogliendo i gettoni personaggio.

## Accoglienza
| Testata     | Giudizio |
| ----------- | -------- |
| Destructoid | 7/10     |
| Edge        | 5/10     |
| Gamezebo    | 5/5      |
| IGN         | 6,1/10   |

Sonic Dash ha ricevuto recensioni medie secondo l'aggregatore di recensioni Metacritic. Scott Nichols di Digital Spy lo ha definito "il miglior Sonic che abbia mai giocato su uno smartphone", mentre Jim Squires di Gamezebo ha lodato il gioco per essere "la prima volta in 20 anni che Sega ha pubblicato un gioco di Sonic che occorre assolutamente giocare". David Craddock di TouchArcade ha paragonato Sonic Dash alle fasi speciali di Sonic the Hedgehog 2.
Chris Carter di Destructoid ha elogiato i controlli, scoprendo che i movimenti basati su "swipe" funzionavano meglio di quelli basati sui tocchi tipici del genere. Edge ha elogiato la fluidità del gameplay e la qualità della grafica, ma ha criticato il posizionamento "crudele" dei nemici dietro gli ostacoli. Justin Davis di IGN ha elogiato i controlli scattanti e reattivi, ma ha criticato il posizionamento dei nemici.  Harry Slater di Pocket Gamer ha affermato che la velocità del gioco lo rende più impegnativo rispetto ad altri giochi analoghi.
Carter ha criticato la ripetitività e gli acquisti in-app che spaziavano dal "non necessario" al "dannatamente fastidioso". Ha descritto il sistema delle classifiche come un "pay-to-win... puoi letteralmente pagare per arrivare in cima a queste classifiche se sei disposto a spendere abbastanza anelli rossi premium". Rich Stanton di Eurogamer ha ritenuto che gli acquisti in-app fossero motivati dall'avidità. Edge ha affermato che il level design "sembra che sia stato realizzato pensando specificatamente agli acquisti in-app". Una recensione per MacLife ha affermato che Sonic Dash "confonde i fondamenti e aggrava con pesanti acquisti in-app".
A giugno 2015, Sonic Dash era stato scaricato oltre 100 milioni di volte su piattaforme diverse e aveva 14 milioni di giocatori al mese. A novembre 2017, il numero di download era di oltre 300 milioni 
e di oltre 350 milioni a marzo 2020. Ad aprile 2020, il gioco ha raggiunto 400 milioni di download.